# Hattigny
Hattigny (lorenès Heintgné) és un municipi francès situat al departament del Mosel·la i a la regió del Gran Est. L'any 2007 tenia 190 habitants.

## Demografia

### Població
El 2007 la població de fet de Hattigny era de 190 persones. Hi havia 72 famílies, de les quals 16 eren unipersonals (12 homes vivint sols i 4 dones vivint soles), 24 parelles sense fills, 28 parelles amb fills i 4 famílies monoparentals amb fills.
La població ha evolucionat segons el següent gràfic:
Habitants censats

### Habitatges
El 2007 hi havia 81 habitatges, 72 eren l'habitatge principal de la família i 9 estaven desocupats. 75 eren cases i 6 eren apartaments. Dels 72 habitatges principals, 62 estaven ocupats pels seus propietaris, 4 estaven llogats i ocupats pels llogaters i 6 estaven cedits a títol gratuït; 7 tenien tres cambres, 6 en tenien quatre i 59 en tenien cinc o més. 62 habitatges disposaven pel capbaix d'una plaça de pàrquing. A 24 habitatges hi havia un automòbil i a 42 n'hi havia dos o més.

### Piràmide de població
La piràmide de població per edats i sexe el 2009 era:
| Homes | Edats   | Dones |
| ----- | ------- | ----- |
| 0     | 95 o +  | 0     |
| 0     | 90 a 94 | 4     |
| 0     | 85 a 89 | 4     |
| 4     | 80 a 84 | 0     |
| 0     | 75 a 79 | 4     |
| 8     | 70 a 74 | 4     |
| 8     | 65 a 69 | 4     |
| 0     | 60 a 64 | 4     |
| 8     | 55 a 59 | 4     |
| 8     | 50 a 54 | 8     |
| 12    | 45 a 49 | 8     |
| 0     | 40 a 44 | 0     |
| 8     | 35 a 39 | 4     |
| 8     | 30 a 34 | 12    |
| 4     | 25 a 29 | 12    |
| 0     | 20 a 24 | 4     |
| 4     | 15 a 19 | 0     |
| 8     | 10 a 14 | 4     |
| 0     | 5 a 9   | 0     |
| 4     | 0 a 4   | 0     |

## Economia
El 2007 la població en edat de treballar era de 113 persones, 88 eren actives i 25 eren inactives. De les 88 persones actives 81 estaven ocupades (43 homes i 38 dones) i 7 estaven aturades (3 homes i 4 dones). De les 25 persones inactives 12 estaven jubilades, 6 estaven estudiant i 7 estaven classificades com a «altres inactius».

### Ingressos
El 2009 a Hattigny hi havia 78 unitats fiscals que integraven 199 persones, la mediana anual d'ingressos fiscals per persona era de 17.102 €.

### Activitats econòmiques
Els 3 establiments que hi havia el 2007 eren d'empreses immobiliàries.
L'únic servei als particulars que hi havia el 2009 era una empresa de construcció.
L'any 2000 a Hattigny hi havia 19 explotacions agrícoles que ocupaven un total de 1.036 hectàrees.

## Equipaments sanitaris i escolars
El 2009 hi havia una escola elemental integrada dins d'un grup escolar amb les comunes properes formant una escola dispersa.

## Poblacions més properes
El següent diagrama mostra les poblacions més properes.